# Krasnoperekopsk
Krasnoperekopsk (în ucraineană Красноперекопськ) este oraș regional în Republica Autonomă Crimeea, Ucraina. Deși subordonat direct regiunii, orașul este și reședința raionului Krasnoperekopsk. 

## Demografie
Componența lingvistică a orașului Krasnoperekopsk
     Rusă (79,62%)
     Ucraineană (16,48%)
     Tătară crimeeană (2,63%)
     Alte limbi (0,29%)
Conform recensământului ucrainean din 2001, majoritatea populației orașului Krasnoperekopsk era vorbitoare de rusă (79,62%), existând în minoritate și vorbitori de ucraineană (16,48%) și tătară crimeeană (2,63%).
În 2013, s-a estimat că populația orașului ucrainean ar fi de 29.815 locuitori. 